# Becky Behar
Rachel (Becky) Behar (Belgio, 8 gennaio 1929 – Milano, 16 gennaio 2009) è stata una saggista e superstite dell'Olocausto turca.

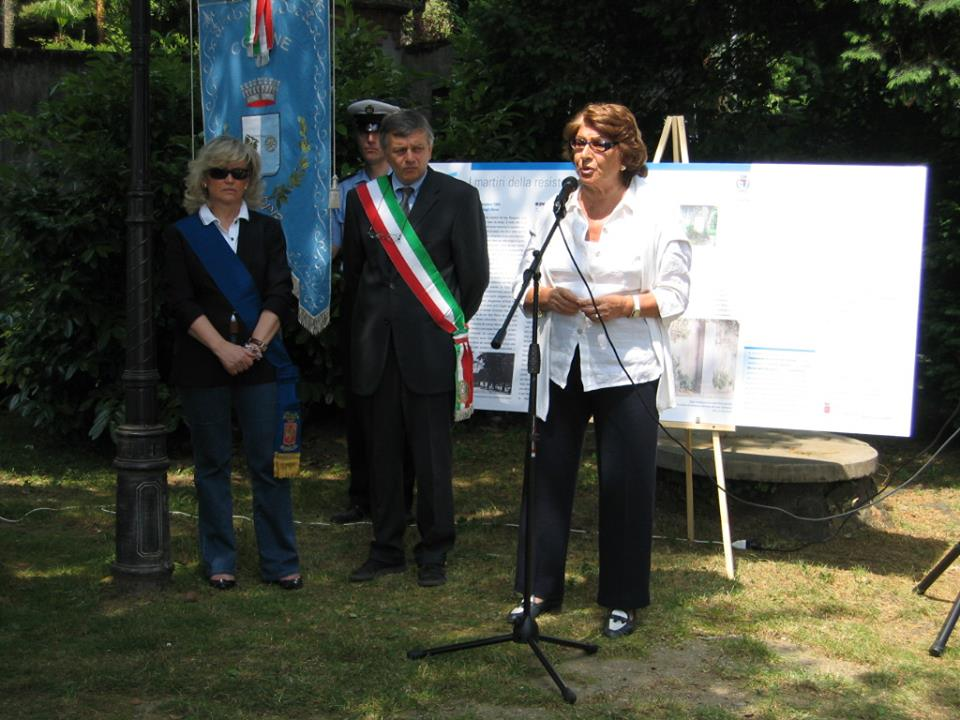
Becky Behar all'inaugurazione del pannello sulla strage di Meina nel 2006

Ultima sopravvissuta alla strage nazista di Meina, ha raccontato questo episodio della sua vita ne Il diario di Becky Behar incluso nella pubblicazione di Interlinea "La strage dimenticata" e nelle conferenze che ha tenuto nelle scuole di mezza Italia e in molte università. Nel 2007 la sua storia ha ispirato il discusso film Hotel Meina di Carlo Lizzani, che vide un disaccordo sulla sceneggiatura fra la donna e il regista.

## Biografia

### Infanzia
Rachel (Becky) Behar, ultima di quattro figli, nacque in Belgio nel 1929 e, per motivi di salute della madre, i suoi si trasferirono in Italia nel 1934; il padre Alberto, appassionato antiquario, si stabilì a Milano con la moglie Eugenia e i figli. I Behar erano una famiglia laica, ma con una grande fede in Dio, che il padre venerava quasi al di là di una specifica religione. La piccola Rachel fu ammessa, ad anno scolastico già avviato, nella scuola elementare di piazza Sicilia dove si integrò perfettamente con i compagni e la maestra, nonostante i disagi della lingua (in famiglia si parlavano il turco, il francese e lo spagnolo).
Nel 1938, la proclamazione del “Manifesto della razza” comportò in Italia, analogamente alle Leggi di Norimberga volute da Hitler per la Germania nel 1935, la perdita dei diritti civili per i cittadini ebrei, costretti a registrarsi presso i comuni di residenza e a subire numerose limitazioni quanto alle loro libertà individuali. Tra le altre terribili misure antisemite, l'espulsione dei bambini e dei ragazzi dalle scuole pubbliche e il loro inserimento coatto in istituti per soli ebrei. Becky fu così costretta a lasciare, tra le lacrime, la maestra e gli amici, sperimentando il primo dei numerosi traumi che la tormenteranno, quello della diversità umana, della colpa di essere di origine, tradizione, religione ebrea, appartenente ad una razza giudicata inferiore.

### La guerra e la strage
Due anni dopo, nel 1940, l'Italia entrò in guerra e Milano iniziò a subire i rombi dei bombardamenti. Fu il momento di un nuovo trauma, legato alla corsa nei rifugi sotterranei, immersi nelle tenebre, da dove si assisteva, impotenti, insieme con il crollo dei palazzi vicini, a quello delle speranze in una vita semplicemente normale. La situazione di ansia continua, scandita quotidianamente dal suono esasperante della sirena, indusse la famiglia Behar a trasferirsi sul lago Maggiore, a Meina, dove il padre rilevò da una vedova in difficoltà economiche un albergo. Nella cittadina vennero ad abitare anche il vice-console e il console turco, Niebil Hertog, cui il signor Behar cedette la sua precedente dimora, mentre Becky e i suoi passarono a vivere direttamente all'hotel.
Lì erano sfollate da Milano altre famiglie ebraiche, che speravano in quel modo di sfuggire non tanto alle persecuzioni (si supponeva con una punta di ingenuità che la civile Italia non avrebbe mai compiuto simili nefandezze), quanto ai bombardamenti che sconvolgevano la vita di città. Fu l'occasione per conoscere nuovi amici, in particolare John, un diciassettenne proveniente da Salonicco, con cui Rachel ebbe modo di sfogare la propria malinconia per quello che stava succedendo: l'ottimismo di John la consolò e, alla notizia dell'armistizio del 1943, scoppiò in una gioia senza limiti.
A frenare l'entusiasmo furono i vecchi, che temevano la brutale reazione della Germania: nel settembre 1943 la 1. SS-Panzer-Division "Leibstandarte SS Adolf Hitler" (ossia: guardia del corpo di Hitler), proveniente dal fronte russo con compiti militari e polizieschi, ebbe l'ordine di posizionare sul lago il primo battaglione del 2. reggimento Grenadieren per tenere sotto controllo l'accesso alla frontiera svizzera, ultimo baluardo di salvezza grazie alla neutralità di quella nazione, e impedire la fuga di soldati italiani.
Il comando, alla cui testa era pro-tempore il capitano Hans Roehwer, venne alloggiato all'Hotel Beau Rivage di Baveno. Il 15 settembre ufficiali e sottufficiali di tale battaglione requisirono l'hotel del padre di Becky e, nel corso di due terribili notti, assassinarono sedici ebrei. Di almeno altri quarantun ebrei in altre otto località del Lago Maggiore (allora tutti i comuni interessati appartenevano alla provincia di Novara) ottennero i nominativi con la collaborazione degli uffici comunali. Le delazioni di alcuni filo-fascisti permisero inoltre ai tedeschi di raggiungere con estrema facilità e quindi di eliminare gli uomini e le donne di origine ebraica.
È quello che oggi si ricorda come Olocausto del Lago Maggiore. Cronologicamente fu la prima strage nazista avvenuta in Italia e la seconda per civili di religione ebraica implicati, seconda solo alle Fosse Ardeatine. Becky e la sua famiglia riuscirono a salvarsi essendo cittadini turchi e conoscendo personalmente il console della Turchia. La famiglia Behar, infatti, fu inizialmente imprigionata all'ultimo piano dell'hotel Meina con tutti gli altri ospiti ebrei dell'albergo e poté essere scarcerata solo in virtù del fatto che la Turchia era in quel momento ancora neutrale. I tedeschi tentarono per ben due volte di eliminare Alberto, una prima volta arrestandolo e portandolo al comando di Baveno; quindi, due soldati, maldestramente travestiti, cercarono di convincerlo a seguirli, ma in entrambi i casi l'intervento del console e del vice-console impedirono il suo certo assassinio.

### Dopoguerra
Dopo una fortunosa fuga prima sulla sponda lombarda del Verbano, quindi in Svizzera - è a questo periodo che risale il suo diario - Becky tornò con la famiglia in una Milano devastata dai bombardamenti. Sposò Pier Paolo Ottolenghi, ingegnere di origine ferrarese, già partigiano, a sua volta fortunosamente scampato ai rastrellamenti grazie all'aiuto di una famiglia della provincia modenese, grande amico di Giorgio Bassani, e da lui ebbe due figlie, una delle quali prematuramente scomparsa. Devotissima al padre Alberto, rilevò la sua attività di antiquario in via Montenapoleone.
Nelle elezioni politiche dell'aprile 1992, proprio in forza della sua attività imprenditoriale, fu candidata dal PSI al Senato nel collegio di Milano I, dove ottenne più di 4000 preferenze. Ma la vita di Becky, secondo la testimonianza di Primo Levi, fu soprattutto dedicata gratuitamente a portare nelle scuole il messaggio di tolleranza contro ogni forma di discriminazione che lei stessa aveva sperimentato; quei morti, che Becky aveva visto affiorare dal lago orrendamente mutilati e feriti dalle baionette con cui i nazisti cercarono di farli sprofondare, tormentavano i suoi sogni e le impedivano di dimenticare quanto era accaduto. Negli anni sessanta, a Osnabrück, si celebrò il processo alle SS artefici dell'eccidio, di cui comunque rimasero oscuri i mandanti; il processo si aprì nel gennaio del '68 e la sentenza che fu emessa il 5 luglio di quello stesso anno inflisse tre ergastoli.
Furono fatte molte indagini e sentiti vari testimoni, tra cui la stessa Rachel che fu determinante per l'identificazione di un nazista. Successivamente, la difesa ricorse al Bundesgerichtshof (Corte di Giustizia Federale), la massima autorità giuridica tedesca, non tanto per la non sussistenza dei reati, evidenti a tutti, quanto per mettere in discussione la precedente procedura. La V Sessione della suddetta corte, con sede a Berlino diversamente dalle altre, situate a Karlsruhe, nell'aprile del 1970, dichiarò quei reati prescritti. Gli imputati furono seduta stante rimessi in libertà. La Corte si appellò, nelle sue motivazioni, al fatto che i comandi nazisti aprirono indagini accuratissime sulla strage e forse arrivarono esse stesse a punire i soldati stanziati sul lago; di tutto questo non c'è però alcuna traccia in quanto gli alti comandi, che allora erano arroccati a Milano nell'Hotel Regina, distrussero tutti i documenti ad essi riconducibili. Marco Nozza, nel suo saggio sulla strage, collega questa sconcertante decisione della corte al clima di generale pacificazione già caldeggiata a suo tempo da Konrad Adenauer in persona.

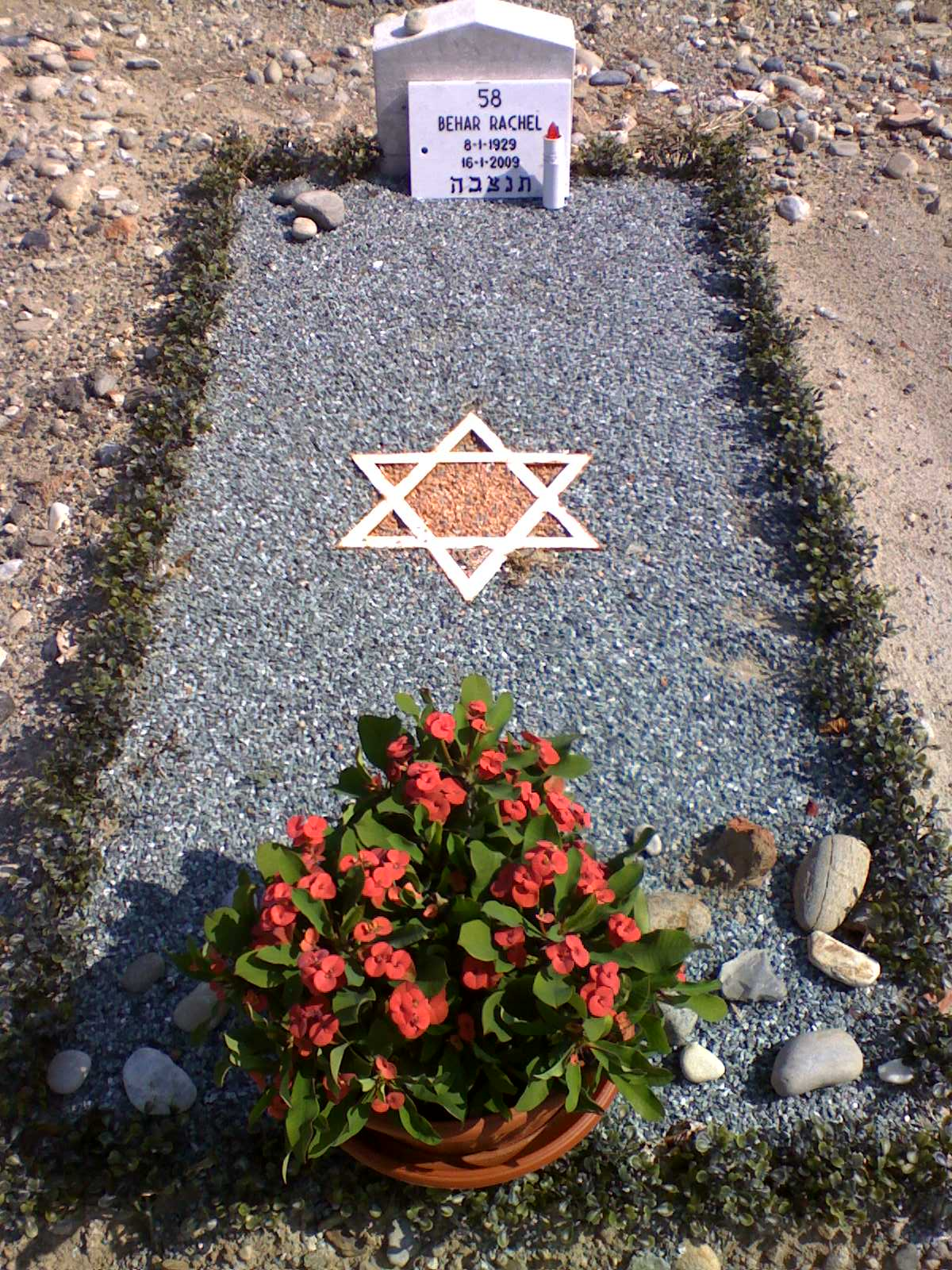
La tomba di Becky Behar

Con la grinta e l'energia che la contraddistinguevano, Becky, reagendo alla tendenza ortodossa del rabbinato contemporaneo, decise di aprirsi alle tendenze dell'Ebraismo riformato; per questo, di sua iniziativa, fondò nel cuore di Milano una nuova sinagoga di aperte vedute e niente affatto ripiegata sul pur dovuto rispetto di certi precetti: la "Lev Chadash" di Piazza Napoli. In seno a tale Comunità è nato anche un coro ispirato a musiche yiddish che ha già al suo attivo diversi concerti.
Sempre attivissima e amante del dibattito, manifestò dure reazioni dinnanzi a certe misure che le ricordavano il dramma vissuto da bambina. Ne è un esempio il suo intervento sul "Corriere della Sera" ai tempi della proposta della Lega di istituire classi per soli non-Italiani. Becky Behar è morta per un'emorragia cerebrale il 16 gennaio 2009, mentre, camminando per le vie di Milano, si recava ad una conferenza organizzata dalla figlia Rossana. La figlia Rossana Ottolenghi porta avanti con costanza e competenza la testimonianza della madre Becky Behar per tener viva la memoria della strage mai dimenticata a Meina ed in tutto il lago Maggiore.

## Film ispirati all'eccidio
Nel 2007, il regista Carlo Lizzani immortalò le vicende del lago nel film Hotel Meina, nel quale protagonista era proprio una ragazzina che era ricalcata direttamente sulla piccola Becky. La signora Behar fu però molto dura con Lizzani, non solo perché non era stata interpellata nella stesura della sceneggiatura, ma soprattutto perché erano stati alterati i fatti (per esempio era stata alzata l'età della protagonista per consentire scene d'amore con il giovane greco). Una risposta implicita al film di Lizzani è stata data dal documentario Even 1943. Olocausto sul Lago maggiore in cui tutti gli episodi degli eccidi del 1943 e i relativi processi sono analizzati; nel "capitolo" dedicato all'eccidio di Meina, Becky rilascia un'ampia testimonianza in cui tra l'altro contesta alcune scene di Hotel Meina; il DVD del film nei "contributi speciali" riporta inoltre un "Ricordo di Becky" in cui la Behar ricorda altri momenti della propria vita (l'infanzia, la fuga in Svizzera, l'impegno a testimoniare) e dove Moni Ovadia ricorda la figura di Becky, pochi mesi dopo la sua scomparsa.